# Balta (wyspa)
Balta (staronord. Baltey) – bezludna wyspa w archipelagu Szetlandy, położona na zachodnim wybrzeżu Wielkiej Brytanii, należąca do Szkocji.

## Opis

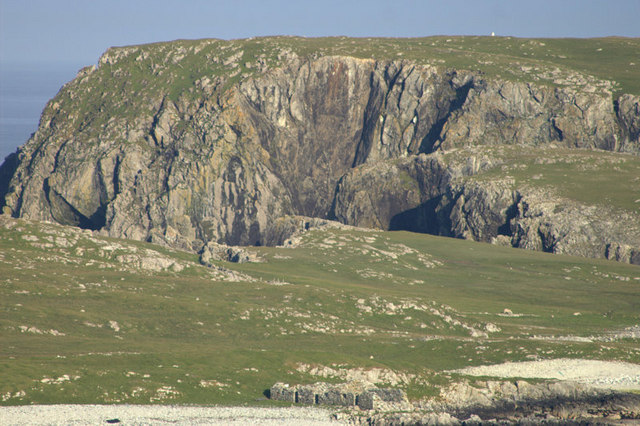
Muckle Head, Balta

Balta leży na wschodnim wybrzeżu Unst i Balta Sound. Ma powierzchnię 80 hektarów (200 akrów) i trzy wzgórza z których najwyższe jest Muckle Head 44 m (144 stóp). Po wschodniej stronie wyspy znajduje się naturalny most skalny. Na wyspie znajdują się pozostałości prehistorycznej kamiennej wieży tzw. broch w South Sail i ruiny kaplicy z czasów wikingów poświęconej nordyckiemu świętemu, Św. Sunnivie. W 1895 r. Na południowym krańcu wyspy znajduje się latarnia morska, o wysokości 21 m, wybudowana w 2004 r. Poprzednią latarnię rozebrano w 2003 r. na rzecz nowej, zasilanej energią słoneczną.  
W 1987 r. założona została firma Balta Island Seafare, zajmująca się ekologiczną hodowlą łososia w wodach między wyspami Balta, Yell i Unst. Od 1998 r. współpracowała z wylęgarnią ryb Skaw Smolts. Są to najbardziej wysunięte na północ farmy rybne i hodowle ryb w Wielkiej Brytanii. W 2016 r. Balta Island Seafare została wykupiona przez regionalny oddział kanadyjskiej Cooke Aquaculture – Cooke Aquaculture Scotland. 

## Galeria

Balta
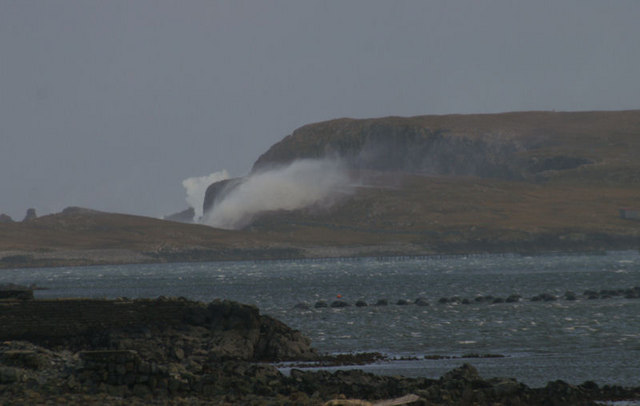
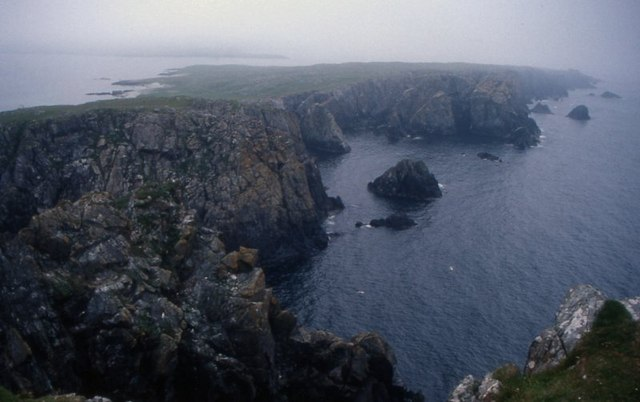
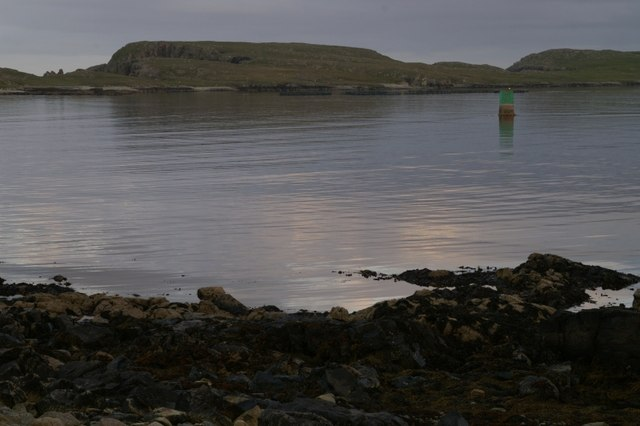
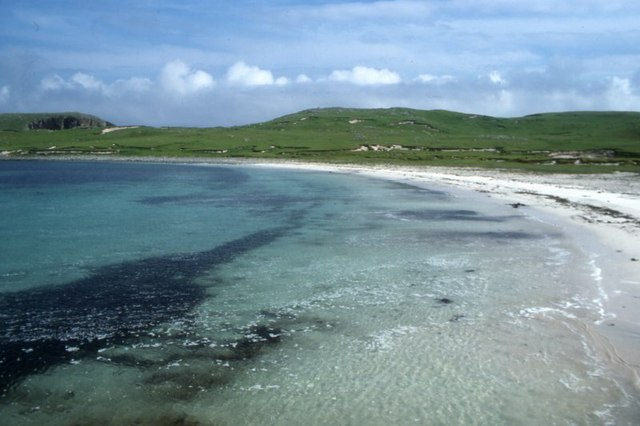